# Bob Benmosche

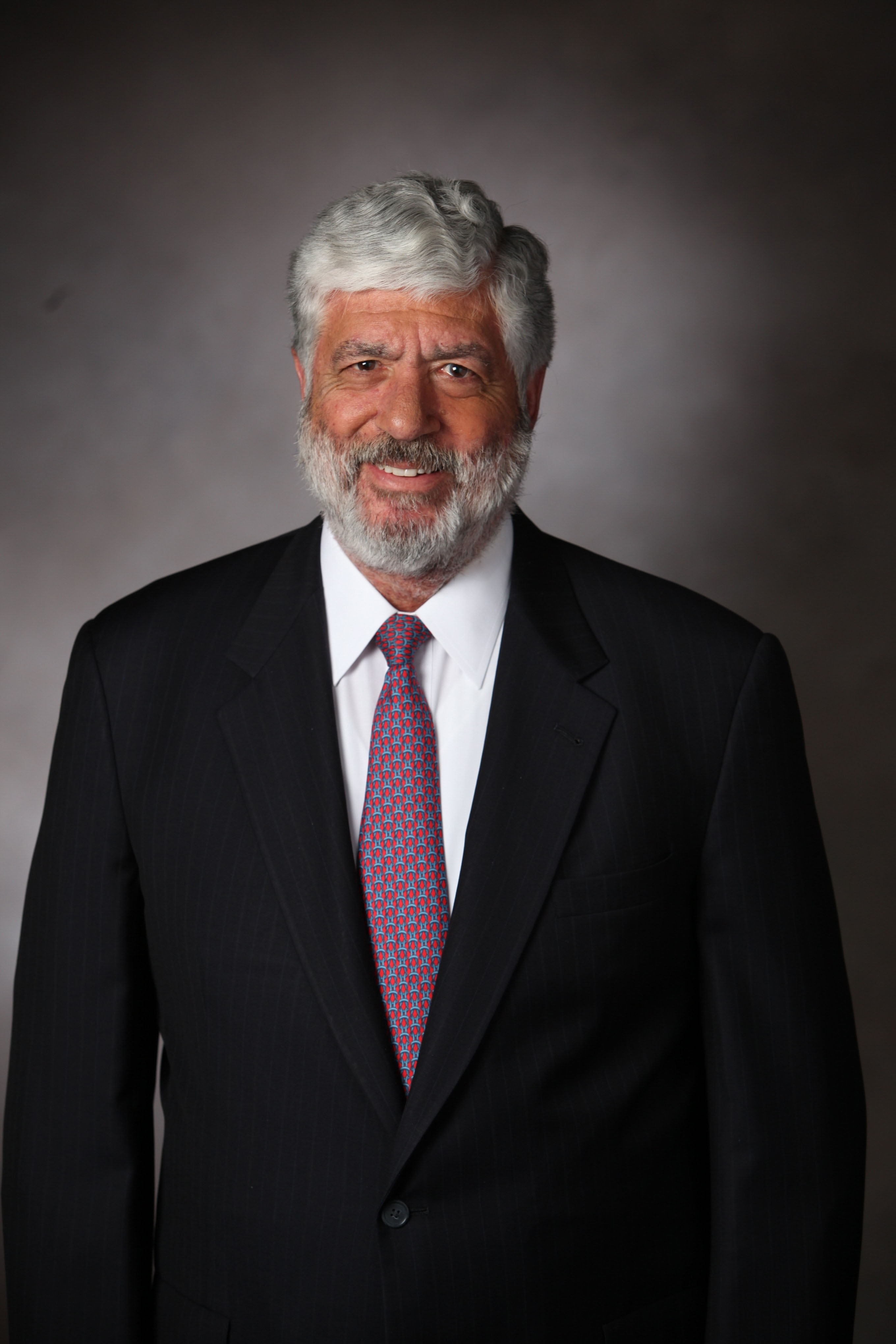
Bob Benmosche.

Robert Herman "Bob" Benmosche, född 29 maj 1944 i Brooklyn, New York, död 27 februari 2015 i New York, New York, var en amerikansk företagsledare som var president och vd för det multinationella försäkringsbolaget American International Group, Inc. (AIG) mellan 2009 och 2014. Han har tidigare arbetat för Arthur D. Little, Chase Manhattan, Paine Webber och var både styrelseordförande och vd för Metlife.
Benmosche avlade kandidatexamen i matematik vid Alfred University.
Den 27 februari 2015 avled han av lungcancer.